# Leyla (televíziós sorozat)
A Leyla (eredeti cím: Leyla: Hayat… Aşk… Adalet...) egy 2024-ben indult török drámasorozat, melynek főszereplői Cemre Baysel, Gonca Vuslateri és Yiğit Kirazcı.
Törökországban 2024. szeptember 11-től sugározza a NOW, Magyarországon 2025. augusztus 1-től sugározza a Duna Televízió.
A széria az Avenida Brasil című brazil telenovella feldolgozása.

## Szereplők és magyar hangjaik

### Főszereplők
| Színész         | Szereplő                          | Magyar hang         | Megjegyzés |
| --------------- | --------------------------------- | ------------------- | ---------- |
| Cemre Baysel    | Leyla Yılmaz / Ela Karaca         | Tóth Zsófia         |            |
| Gonca Vuslateri | Nurgül "Nur" Yıldız/Köroğlu/Ertaş | Ligeti Kovács Judit |            |
| Yiğit Kirazcı   | Mehmet Ali "Mali" Ertaş           | Pataki Ferenc       |            |
| Iraz Yöntem     | Feza                              |                     |            |
| Tuğrul Tülek    | Suat Köroğlu                      |                     |            |
| Selçuk Yöntem   | Vedat Köroğlu                     |                     |            |
| Aslı Orcan      | Firdevs Köroğlu                   |                     |            |
| Burcu Cavrar    | Dilara Köroğlu                    |                     |            |
| Gülper Özdemir  | Ahsen Köroğlu Demir               |                     |            |
| Emre Taşkıran   | Murat Demir                       |                     |            |
| Berk Bakioğlu   | Eren Yıldırım                     |                     |            |

### További szereplők
| Színész              | Szereplő               | Magyar hang     | Megjegyzés |
| -------------------- | ---------------------- | --------------- | ---------- |
| Levent Meşe          | Yılmaz Sönmez          |                 |            |
| Hande Subaşı         | Tuana                  |                 |            |
| Dilara Aksüyek       | Serap Çimen            | Magyar Viktória |            |
| Murat Serezli        | Melih Ersoy            | Katona Zoltán   |            |
| Meltem Pamirtan      | Sema Karaca            |                 |            |
| Mustafa Avkıran      | Necmeddin "Neco" Ertaş | Koncz István    |            |
| Alperen Duymaz       | Civan Yıldız           | Jéger Zsombor   |            |
| Halil İbrahim Ceyhan | Tufan "Tufo" Yıldız    | Crespo Rodrigo  |            |
| Cengiz Bozkurt       | Selman Yıldız          | Tóth Roland     |            |
| Zeyno Eracar         | Güzide "Kader" Ertaş   |                 |            |
| Gamze Karaduman      | Ferda Yıldız Ertaş     | Andrádi Zsanett |            |
| Buse Sinem İren      | Ferda Yıldız Ertaş     | Andrádi Zsanett |            |
| Meltem Baytok        | Hatice Yıldız          |                 |            |
| Seda Güven           | Arzu Ersoy             | Pánics Lilla    |            |
| Lilya İrem Salman    | Fidan                  |                 |            |
| Berfin Ant           | Ceren Ersoy            |                 |            |
| Yiğit Oruçoğlu       | Kürşat                 |                 |            |
| Melisa Duru Ünal     | fiatal Leyla           |                 |            |
| Ayaz Gülşen          | fiatal Civan           | Nagy Arnold     |            |
| Yasin Yamanol        | fiatal Kürşat          |                 |            |

### Vendégszereplők
| Színész           | Szereplő        | Magyar hang | Megjegyzés |
| ----------------- | --------------- | ----------- | ---------- |
| - (ismeretlen)    | Küçük Fidan     |             |            |
| Ertan Ekmekçi     | Rasim Afyonlu   |             |            |
| Aydan Kaya        | Fazilet "Okşan" |             |            |
| Mustafa Can Savaş | Küçük Mali      |             |            |
| Günay Karacaoğlu  | Nermin          |             |            |
| Uğur Aslan        | Hilmi           |             |            |
| Eylül Uğuz        | Küçük Nur       |             |            |
| Bulut Akkale      | Tekin           |             |            |
| Veda Yurtsever    | Handan Yıldırım |             |            |
| Ilgın Çakır       | Umay Coşkun     |             |            |
| Murat Ercanlı     | Rauf            |             |            |

## Évados áttekintés
| Évad | Évad | Török epizódok száma | Magyar epizódok száma | Eredeti sugárzás     | Eredeti sugárzás | Eredeti sugárzás | Magyar sugárzás    | Magyar sugárzás | Magyar sugárzás |
| Évad | Évad | Török epizódok száma | Magyar epizódok száma | Évadpremier          | Évadfinálé       | Eredeti adó      | Évadpremier        | Évadfinálé      | Magyar adó      |
| ---- | ---- | -------------------- | --------------------- | -------------------- | ---------------- | ---------------- | ------------------ | --------------- | --------------- |
|      | 1.   | 40                   |                       | 2024. szeptember 11. |                  |                  | 2025. augusztus 1. |                 |                 |